# 타라 바스로
타라 바스로(Tara Basro, 1990년 6월 11일 ~ )는 인도네시아의 배우, 모델이다. 2015 인도네시아 영화제 시트라상 여우주연상 수상자이다.

## 영화
- 군달라 (2019년)
- 사탄의 숭배자 (2017년)
- 내 마음의 복제 (2015년)
- 어나더 트립 투 더 문 (2015년)
- 무림신공 : 황금봉의 전사 (2014년) - 게르하나 역
- 킬러스 (2014년)
- 원 데이 웬 더 레인 폴스 (2012년)
- 보이스 다이어리 (2011년) - 푸트리 역